# Голубев, Иосиф Петрович
Иосиф Петрович Голубев (бел. Іосіф Пятровіч Голубеў; 1873—1962) — русский революционный деятель, Герой Труда (1933).

## Биография
Родился в 1873 году в селе Кулебаки Российской империи.
В 1900 году начал работать столяром в Минском железнодорожном депо. Участник революции 1905 года, за что был сослан на Дальний Восток. В 1906 году вернулся в Минск. Участник Октябрьской революции, во время которой организовал и возглавил красногвардейский отряд. Участник Гражданской войны в России.
С 1922 года работал на станкостроительном заводе (с 1961 года — завод им. Октябрьской революции). Член ВКП(б)/КПСС с 1925 года. В 1933 ЦИК Белорусской ССР присвоил Голубеву, одному из первых в Белоруссии, звание Героя Труда.
Умер 27 июня 1962 года. Сын — Владимир Иосифович Голубев, доцент Минского радиотехнического института.
В честь И. П. Голубева в Минске названа улица. В 1958 году на студии ЦСДФ (РЦСДФ) по заказу «Белорусьфильма» был снят документальный фильм «Мы живем в Минске» (5 частей), где в первой части есть материал, посвященный Голубеву и его семье.